# Duddo
Pour les articles ayant des titres homophones, voir Dudo et Dudot.
Duddo est une paroisse civile et un village du Northumberland, en Angleterre, situé à environ 13 kilomètres au sud-ouest de Berwick-upon-Tweed.

## Histoire
Un cercle de pierres levées, les cinq pierres de Duddo (en), se trouve au nord du village. C'est un scheduled monument.

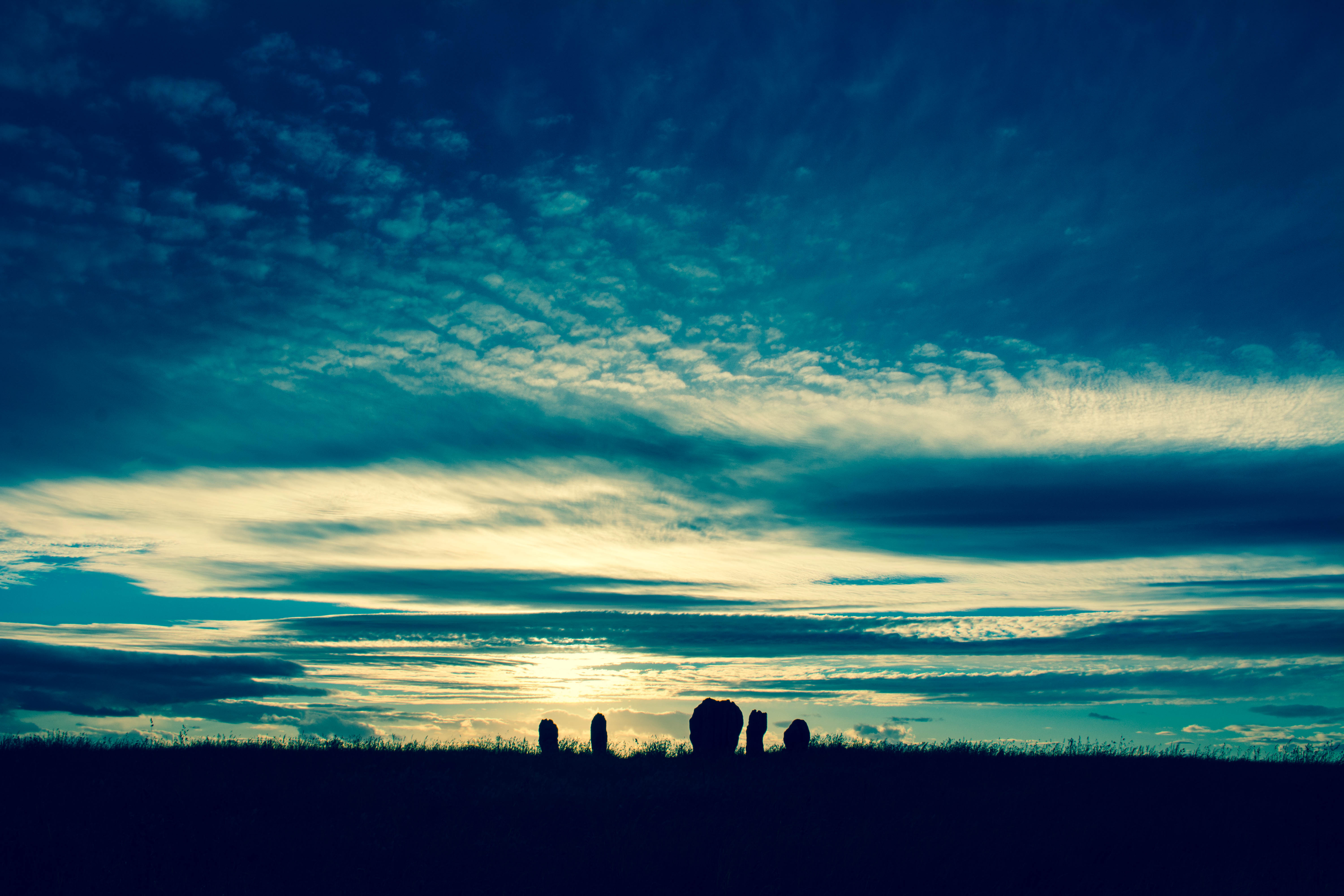
Les cinq pierres de Duddo, en juin 2018.

La tour de Duddo (en), au sud du village, a été construite à la fin du XVIe siècle. C'est aujourd'hui une ruine et un monument classé. Elle a remplacé une tour plus ancienne construite en 1496.

## Églises et écoles
L'église paroissiale All Saints de l'Église d'Angleterre est un édifice néogothique, de style gothique décoratif, achevé en 1879.
L'église All Saints a remplacé l'ancienne église paroissiale St Jacques le Grand, conçue par Ignatius Bonomi dans un style néo-normand et construite en 1832,. Elle a ensuite été convertie en une partie de l'école paroissiale,, vraisemblablement au moment de la construction de l'église All Saints. L'école a depuis lors fermé ses portes et le bâtiment est aujourd'hui une maison privée.